# Vladimír Brabec
Vladimír Brabec (15. května 1934 Praha – 1. září 2017 Nová Ves pod Pleší) byl český herec.

## Život
K divadlu měl sklon již od dětství, zpíval také v dětském sboru. V letech 1946–1948 působil v Pražském divadle pro mládež Míly Mellanové – dnešní Akropolis; v roce 1953 pak absolvoval studium herectví na DAMU u profesorů Miloše Nedbala, Otomara Krejči a Radovana Lukavského, v ročníku studoval například s Petrem Haničincem, Vlastimilem Haškem, Josefem Zímou a Janou Štěpánkovou.
V roce 1964 se stal zakládajícím členem Odboru přátel a příznivců Slavie, který měl za cíl zachránit a pozdvihnout fotbalovou Slavii, toho času živořící ve druhé fotbalové lize.
V roce 1973 obdržel ocenění Zasloužilý člen ND, v roce 1980 titul zasloužilý umělec a v roce 1998 v Přelouči převzal Cenu Františka Filipovského za celoživotní mistrovství v oblasti dabingu. Díky jeho roli majora Zemana (televizní seriál 30 případů majora Zemana) si řada lidí myslí, že byl aktivním komunistou.[zdroj?] O jeho politickém přesvědčení za totality se dnes dá pouze diskutovat, faktem však zůstává, že do KSČ nikdy nevstoupil.

## Rodina
Narodil se do rodiny Gustava Brabce (1899–1986), vyučeného malíře pokojů z vesnice Šanov u Rakovníka, a jeho manželky Anny, rozené Štysové (1899–1985). Gustav Brabec pocházel z dvanácti dětí, během první světové války pět jeho sourozenců padlo, sám Gustav bojoval na italské frontě. Kromě Vladimíra měli dvě starší děti, syna Jiřího (1924–1980) a dceru Vlastu (* 1927).
Dne 19. dubna 1955 se oženil s Naděždou Znamínkovou (1932–2016), mají spolu dvě děti. Starší Pavel (* 1957) vystudoval FAMU a živí se jako režisér. Je rozvedený, se současnou partnerkou má syna Jana (* 1993). Mladší Helena (* 1964) je herečkou, s prvním manželem má dceru Annu (* 1984), se současným dceru Lénu (* 1991), která je malířkou. Od vnučky Anny má Vladimír Brabec pravnuky Sebastiána (* 2008) a Filipa (* 2011), od vnučky Lény pravnučku Jasmínu (* 2013). Celkem mají manželé Brabcovi k roku 2014 dvě děti, tři vnoučata a tři pravnoučata.
V závěru života měl Vladimír Brabec zdravotní potíže. Roku 2015 prodělal srdeční příhodu. Zemřel 1. září 2017 v sanatoriu Na Pleši na Příbramsku.

## Dílo

### Divadlo
Po škole působil v letech 1953–1954 v Mostě, v letech 1954–1959 v Divadle E. F. Buriana. Od roku 1959 působil v Národním divadle v Praze. Hrál v dramatech, například Romeo a Julie, Zkrocení zlé ženy nebo Cyrano z Bergeracu. Z Národního divadla odešel v květnu 1975, když ho přímo při představení Cyrana postihl infarkt (druhý dostal v září 2002 u Národního muzea). Stal se členem hereckého souboru Filmového studia Barrandov, chyběli mu však diváci, a tak se v roce 1980 vrátil na částečný úvazek na prkna Národního divadla. Od 1. září 1981 byl řádným členem činohry. V divadle setrval až do roku 1994, kdy po neshodách s vedením odešel. Od té doby byl na volné noze. Deset let například hostoval v Hudebním divadle Karlín (například muzikály My Fair Lady, Někdo to rád horké, Zvonokosy nebo Anděl s ďáblem v těle). V posledních letech účinkoval v muzikálech pražského divadla Broadway Kleopatra a Tři mušketýři.

### Film
Ve filmu si zahrál poprvé již ve čtrnácti letech, a to v Gajerově snímku Křížová trojka (1948). Ještě za studií dostal role mladíků ve filmech Revoluční rok 1848 (1949) a Velké dobrodružství (1952). Později přišlo několik malých rolí výsadkářů a vojáků (Návštěva z oblak, Vina Vladimíra Olmera, Váhavý střelec, Probuzení, Ztracená stopa a Zářijové noci).
Film mu vcelku nedal žádnou roli, která by se vyrovnala jeho divadelním rolím – většinou to byly role neodpovídající jeho talentu. Větších rolí vlastně bylo jen několik: František Adam z Valdštejna ve filmu Poslední růže od Casanovy (1966), který se dostane do sporu s mazaným hrabětem Casanovou (Felix le Breux). Poté dostal roli osamělého výpravčího Kordy v dětském filmu Kapitán Korda (1970), kancléře císaře Rudolfa II. v historické komedii Svatby pana Voka (1970) a vévody z Orléansu v životopisném filmu Tajemství velkého vypravěče. V komediálním žánru se uplatnil například jako bezcharakterní král v obou dílech pohádky Z pekla štěstí. Ve filmu už dostával jen malé role.

### Televize
Větší uplatnění mu přinesla televize, například v televizních inscenacích Námořníci z Kotoru, Vynes na horu svůj hrob nebo Nebezpečný člověk. Zajímavá byla role v inscenaci Jestli jednou odejdu (1985), kde si zahrál stárnoucího manžela, který s dětmi využívá svoji ženu (Iva Janžurová) jako služebnou, ta se nakonec rozhodne odejít. Dobrý výkon také podal v inscenaci Generál Eliáš (1995).
Největší slávu však získal v seriálech. Hned po prvním infarktu dostal titulní i životní roli policisty a komunisty Jana Zemana v dnes už legendárním, avšak kontroverzním seriálu 30 případů majora Zemana (1974–1979), což mu přineslo popularitu u mnoha diváků. Nepřehlédnutelnou rolí byl rozvedený otec Richard Jokl v seriálu My všichni školou povinní (1984). K roli majora Zemana se měl ještě jednou vrátit, a to v připravovaném filmu Major Zeman se vrací!, k jeho natáčení však nedošlo. O majoru Zemanovi napsal také knihu Major Zeman – Jak to vidím dnes.

### Dabing
Samostatnou kapitolu v jeho kariéře tvořil dabing. Byl dabérem slavných zahraničních herců, například Jacka Lemmona (daboval jej v komedii Někdo to rád horké), Harryho Morgana (v seriálu M*A*S*H), Maxe von Sydowa, Seana Conneryho nebo Iana Holma (ve dvou dílech velkofilmu Pán prstenů). Daboval také herce Rogera Moora v roli Jamese Bonda.

## Filmografie

### Výběry z filmových rolí
- 1948 Křížová trojka – role: hoch
- 1959 Probuzení - role: okradený mladík
- 1964 Nebezpečný člověk (TV film)
- 1973 Vysoká modrá zeď – role: mjr. Pilař
- 1983 Záchvěv strachu - role: vydavatel Pražských novin Sedlaczek
- 1984 O princezne Solimánské - pohádka
- 1989 Člověk proti Zkáze - role: účetní ředitel v dramatu Bílá nemoc
- 1995 Generál Eliáš (TV film)
- 1998 Stůj, nebo se netrefím! - role: Halbhuber
- 2009 Pamětnice - role: spolužák profesor Vilém Verner, pedagog
- 2013 Příběh kmotra - role: JUDr. Tipl
- 2015 Tajemství pouze služební - role:  kardiolog - povídka první Tajemství bankovní

### Televize
- 1966 Dům u špačka (TV film) – role: tatínek
- 1967 Studie jednoho strachu (TV inscenace psychologického dramatu podle novely Stefana Zweiga) – role: skladatel, Irenin milenec
- 1968 Štít a meč (TV seriál)
- 1968 Sňatky z rozumu (TV seriál) (2 epizody – 4. díl, 5. díl)
- 1969 Komediantská historie (TV inscenace románu Anatola France) – role: baron Robert de Ligny
- 1972 Úsměvy světa (TV seriál) (2 epizody) – role: (4. díl: Stephen Leacock) / – role: John (6. díl: O’ Henry – 4. povídka: Kam zase jdeš)
- 1974–1979 30 případů majora Zemana (TV seriál) – hlavní role: příslušník SNB major Jan Zeman
- 1979 Rovnice o jedné krásné neznámé... (TV hra) – role: otec Havlíček
- 1979 Vynes na horu svoj hrob (TV film) – role: Ivan Kaščák (předlohou postavy byl přední slovenský horolezec Ivan Gálfy)
- 1980 Veronika, prostě Nika (TV film) – role: tatínek Janda
- 1984 My všichni školou povinní (TV seriál) - role: Jokl
- 1986 Svetlá nad prístavom (TV film) – role: náměstek Pavelek
- 2009 Karambol (TV film z cyklu Oběti) – role: otec Magdy Maškové

## Divadelní role, výběr
- 1959 Arthur Miller: Smrt obchodního cestujícího, Happy, Tylovo divadlo, režie Jaromír Pleskot
- 1959 William Shakespeare: Hamlet, Bernardo, Národní divadlo, režie Jaromír Pleskot
- 1960 Karel Čapek: Bílá nemoc, Syn, Národní divadlo, režie František Salzer
- 1960 N. V. Gogol: Revizor, Číšník, Národní divadlo, režie Jaromír Pleskot
- 1960 Molière: Zdravý nemocný, Kleant, Tylovo divadlo, režie Jaromír Pleskot
- 1961 William Shakespeare: Král Lear, Král francouzský, Smetanovo divadlo, režie František Salzer
- 1963 William Shakespeare: Cokoli chcete aneb Večer tříkrálový, Fabiano, Tylovo divadlo, režie Jaromír Pleskot
- 1963 William Shakespeare: Romeo a Julie, Benvolio, Národní divadlo, režie Otomar Krejča
- 1964 Josef Topol: Konec masopustu, Mladík/husar/, Tylovo divadlo, režie Otomar Krejča
- 1965 Molière: Tartuffe, Damis, Tylovo divadlo, režie Václav Špidla
- 1966 Luigi Pirandello: Šest postav hledá autora, Herec, Tylovo divadlo, režie Miroslav Macháček
- 1968 Alois Jirásek: Jan Roháč, Hrdinka, Tylovo divadlo, režie Václav Špidla
- 1969 William Shakespeare: Macbeth, Banquo, Tylovo divadlo, režie Jaromír Pleskot
- 1971 William Shakespeare: Král Jindřich V., Macmorris, Národní divadlo, režie Miroslav Macháček
- 1972 V. K. Klicpera: Hadrián z Římsů, Soběslav, Národní divadlo, režie Václav Hudeček
- 1972 William Shakespeare: Othello, Cassio, Tylovo divadlo, režie Václav Hudeček
- 1973 William Shakespeare: Zkrocení zlé ženy, Petruccio, Tylovo divadlo, režie Václav Hudeček
- 1974 Edmond Rostand: Cyrano z Bergeracu, titulní role, Tylovo divadlo, režie Miroslav Macháček
- 1982 William Shakespeare: Hamlet, Polonius, Smetanovo divadlo, režie Miroslav Macháček
- 1983 Alois Jirásek: Lucerna, Dvořan, Národní divadlo, režie František Laurin
- 1985 Karel Čapek: Věc Makropulos, Jaroslav Prus, Nová scéna, režie Václav Hudeček
- 1986 Thornton Wilder: Naše městečko, Redaktor Webb, Nová scéna, režie Ladislav Vymětal
- 1988 William Shakespeare: Král Jindřich IV., Arcibiskup Scroop, Národní divadlo, režie Alois Hajda
- 1989 Georg Büchner: Dantonova smrt, Fouquir-Tinville, Národní divadlo, režie Vladimír Strnisko
- 1990 Josef Čapek, Karel Čapek: Ze života hmyzu, Viktor, Národní divadlo, režie Miroslav Krobot
- 1991 William Shakespeare: Jak se vám líbí, Vévoda, Nová scéna, režie Ivan Rajmont
- 1992 Jaroslav Hilbert: Falkenštejn, Hynek z Dubé, Národní divadlo, režie Ivan Rajmont
- 1992 G. B. Shaw: Pygmalion, Plukovník Pickering, Národní divadlo, režie Rudolf Hrušínský
- 2008 Edmond Rostand: Cyrano z Bergeracu, D'Artagnan (j. h.), Národní divadlo, režie Michal Dočekal

## Rozhlasové role
- 1960 Alfred de Musset: Lorenzaccio, Československý rozhlas, překlad: Karel Kraus, , role: Tomáš Strozzi, režie: Přemysl Pražský[11].
- 1962 Lev Nikolajevič Tolstoj: Plody vzdělanosti, Československý rozhlas,  role: Semjon. Připravil: Sergej Machonin, režie: Jiří Roll.
- 1967 Peter Karvašː Sedm svědků, roleː čtvrtý svědek, režieː Jiří Horčička.
- 1973 Molière: Lakomec, Československý rozhlas, překlad: E. A. Saudek, pro rozhlas upravil: Dalibor Chalupa, osoby a obsazení: Harpagon (Stanislav Neumann), Kleant, jeho syn (Vladimír Brabec), Eliška, jeho dcera (Jana Drbohlavová), Valér (Josef Zíma), Mariana, jeho sestra (Eva Klepáčová), Anselm, jejich otec (Felix le Breux), Frosina, dohazovačka (Stella Zázvorková), kmotr Jakub, kočí a kuchař Harpagona (Josef Beyvl), kmotr Šimon, zprostředkovatel (Miloš Zavřel), Čipera, Kleantův sluha (Jaroslav Kepka), Propilvoves (Oldřich Dědek), Treska (Jiří Koutný), policejní komisař (Eduard Dubský) a hlášení a odhlášení (Hana Brothánková), dramaturgie: Jaroslava Strejčková, hudba: Vladimír Truc, režie: Jiří Roll.[12]
- 1986 Theodore Dreiser: Americká tragédie,  dvoudílná četba na pokračování, Československý rozhlas Praha: dramatizace: Jan Strejček, překlad: Jiří Valja a Zdeněk Urbánek, hudba:Vladimír Popelka, režie: Jiří Horčička. Osoby a obsazení: Clydův průvodce (Viktor Preiss), Clyde Griffiths (Svatopluk Skopal), Roberta Aldenová (Helena Friedrichová), Sondra Finchleyová (Jarmila Švehlová), Samuel Griffiths (Rudolf Hrušínský), Gilbert Griffiths (Pavel Soukup), Mason, prokurátor (Eduard Cupák), Belknap, obhájce (Miroslav Moravec), Jephson, obhájce (Vladimír Brabec), matka (Blanka Bohdanová), Esta, sestra Clydova (Soňa Dvořáková), Bertina, přítelkyně Sondry (Jana Špaňurová), Stuart (Aleš Procházka), hlas v telefonu (Ladislav Kazda), soudce (Jan Teplý) a Zilla, zapisovatelka (Karolina Fridecká).
- 1991 – Lenka Procházková: Čtyři ženy Alexandra Makedonského. Osoby: Alexandr Makedonský (Oldřich Vízner), Olympia, jeho matka (Květa Fialová), Aristoteles (Ilja Racek), Kleitos, pobočník Alexandra (Václav Knop), Néfastión, pobočník Alexandra (Ivan Gübel), Parmenión, generál (Antonín Molčík), zpravodaj (Josef Somr), Dareios, velekrál Persie Vladimír Brabec, babička, jeho matka (Stella Zázvorková), Stateira, jeho žena (Jana Štěpánková), Roxana, jeho dcera (Dana Batulková) a další. Režie: Ivan Chrz
- 1994 Robert Louis Stevenson: Podivný případ Dr. Jekylla a pana Hyda.[13]
- 1994 Milan Navrátil na motivy arabské pohádky: O rybáři a člověku z moře, účinkovali: Blanka Bohdanová (vypravěčka), Jan Vlasák, Petr Štěpánek, Jaroslav Satoranský, Stanislav Fišer, Vladimír Brabec (král), Sylva Turbová, Miroslava Pleštilová, Jiří Holý a Jiří Šrámek. Režie: Maria Křepelková[14]
- 1998 Carey Harrison: To by se psychiatrovi stát nemělo, překlad: Josef Červinka, hráli: Vladimír Brabec, Jiří Lábus, Jaroslav Kepka, Dana Syslová a Josef Červinka, Český rozhlas.[15]
- 2001 František Pavlíček: Svatojánské vřesy, původní rozhlasová hra o složitosti a křehkosti lidských vztahů. Hudba Vladimír Rejlek, dramaturgie Jana Weberová, režie Ludmila Engelová. Hrají: Josef Somr, Daniela Kolářová, Lenka Krobotová, Vladimír Brabec, Ladislav Mrkvička, Johanna Tesařová, Václav Vydra, Jaromír Meduna a Radovan Lukavský.[16]